# Kostel svatého Jiljí (Křinec)
Římskokatolický farní kostel svatého Jiljí v Křinci je raně barokní sakrální stavba na návsi. Od roku 1965 je kostel společně s farou chráněn jako kulturní památka.

## Historie

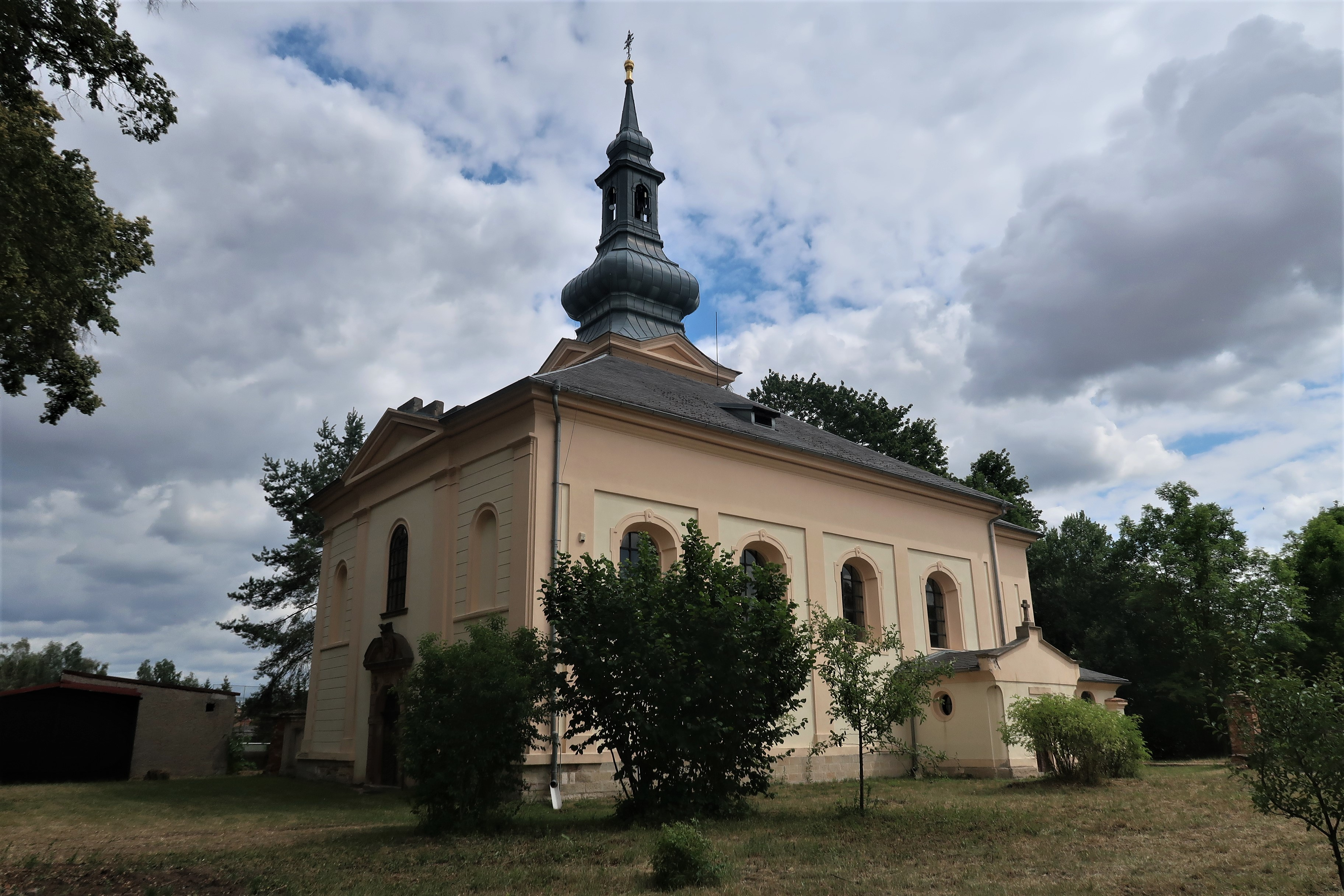
Kostel sv. Jiljí v Křinci

Kostel byl postaven týmž architektem jako vedlejší zámek v Křinci. Pochází ze 3. čtvrtiny 17. století, snad okolo roku 1669, postaven byl na náklady majitele panství hraběte Pavla z Morzinu. V dalších stavebních úpravách byl kostel upraven barokně v roce 1760 a byla současně stavebně upravovaná i okna kostela. V roce 1763 byl stavebně upravován vrch věže. Fasády byly upraven pozdně klasicistně v roce 1861. Do roku 2000 se objevoval na seznamu poškozených a zničených kostelů v České republice. Sama obec Křinec se však snažila aktivně o opravu kostela a dotace na opravy. Po roce 2000 začaly rekonstrukce. Kostel dostal novou fasádu, jsou opraveny střechy a celkový vzhled ve druhé dekádě 21. století je k nepoznání se stavem před rokem 2000.

### Program záchrany architektonického dědictví
V rámci Programu záchrany architektonického dědictví bylo v letech 1995-2014 na opravu památky čerpáno 5 600 000 Kč.
| rok    | 1997  | 1999 | 2000 | 2001  | 2002 | 2003 | 2004 |
| ------ | ----- | ---- | ---- | ----- | ---- | ---- | ---- |
| částka | 1 200 | 400  | 700  | 1 000 | 800  | 800  | 700  |

## Bohoslužby
Pravidelné bohoslužby jsou v neděli v 10:30 a v úterý v 17 hod (zimní čas), v 18 hod (letní čas).

## Architektura
Kostel je jednolodní, obdélný s pravoúhlým presbytářem. Má obdélnou oratoř a předsíň po jižní straně. Dále je s hranolovou věží s cibulí a se sakristií v přízemí na severní straně lodi. V západním průčelí je raně barokní portál. Okna jsou uzavřena půlkruhem a stěny členěny novoklasicistně podélným bosováním.
Presbytář je sklenut valeně s lunetami, sakristie má křížovou klenbu. Loď má plochý strop. Na stropě lodi je freska Prvního přijímání z roku 1911 od J. Hybše. Raně barokní zděná kruchta spočívá na dvou pilířích. Její poprsnice je zdobena štukovým boltcovým ornamentem ze 60. až 70. let 17. století.

## Zařízení
Zařízení je pozdně barokní a klasicistní z období po roce 1760. Výjimkou jsou oba boční oltáře, které pocházejí vesměs z dílny R. Prachnera. Hlavní oltář je z roku 1761. Je rámový a jsou na něm andělé nesou obraz signovaný „Carolus Aurbach“. Po stranách sochy sv. Petra a sv. Pavla. Boční oltáře sv. Josefa a sv. Anny pocházejí z roku 1763. Jsou na nich protáhlé sochy sv. Ludmily, sv. Víta, sv. Jana Křtitele a Mojžíše. Kazatelna je odlitkem kazatelny z chrámu sv. Mikuláše v Praze na Malé Straně z roku 1783. Jsou na ní, na řečništi, sochy božských ctností – Víry, Naděje a Lásky. Na stříšce kazatelny je socha zpodobňující Stětí sv. Jana Křtitele. Křtitelnice má tvar oltáře Kristova Křtu. Jsou na ní sochy Adama a Evy, které jsou kvalitním dílem z období kolem roku 1783. Vlastní křtitelnice je klasicistní z roku 1788. Ve výklencích pilířů se nacházejí sochy sv. Josefa a sv. Anny z období před polovinou 18. století. V lodi je obraz Piety signovaný „G. T. 1699“. V lodi kostela jsou zazděné tři náhrobníky členů panské rodiny Rašínů. Tyto náhrobky pocházejí původně z kostela v Bošíně. Náhrobníky jsou z období let 1598-1599.

## Okolí kostela

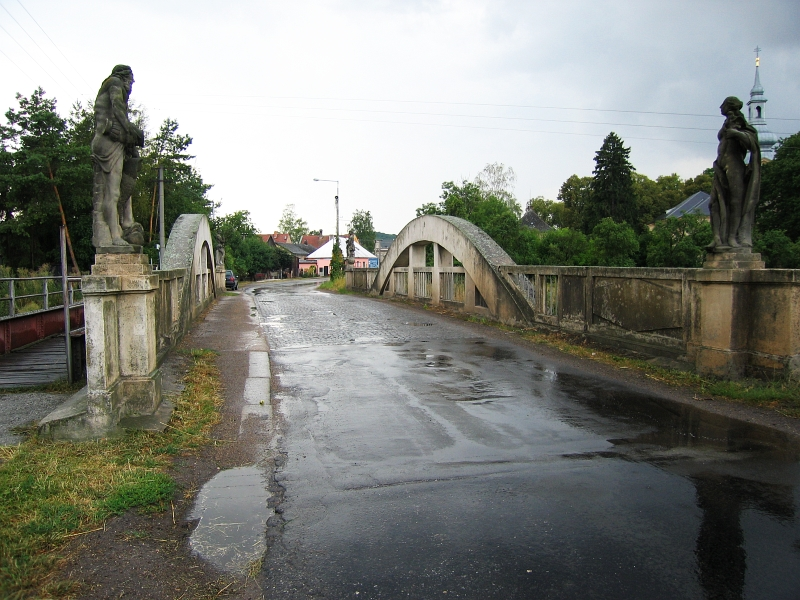
Sochy živlů na křineckém mostě

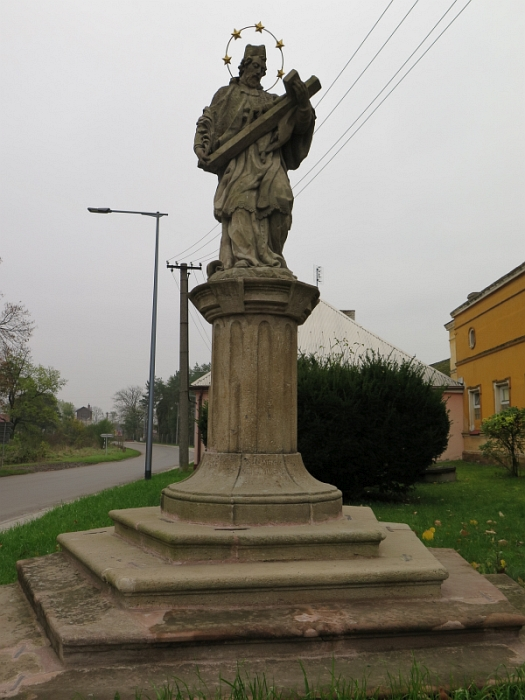
Socha sv. Jana Nepomuckého na křižovatce u náměstí

Kolem hřbitova je pozdně barokní zeď z období kolem roku 1770. Vedle kostela se nachází upravená barokní fara z roku 1758. Je to obdélná, jednopatrová budova, která má zevně opěráky. Uvnitř se nacházely obrazy Ecce homo a obraz Bolestné Panny Marie ze začátku 18. století. Jednalo se o dar hraběte Václava Morzina. Kostel významně doplňuje vedlejší zámek, který je obklopen zbytky vzácného parku. V obci se nachází řada soch. Na mostě přes Mrlinu je sochařská alegorie Čtyř živlů. Datovaná je do roku 1707 a pochází snad od J. Brokoffa. Původně byla umístěna snad na Kuncberku. Na křižovatce u náměstí je barokní socha sv. Jana Nepomuckého z roku 1729. Socha Panny Marie na sloupu je z roku 1834. Na náměstí je socha sv. Jiljí od K. Kofránka z Vojic z roku 1864.